# 슬로보지아

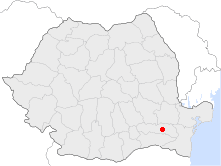
슬로보지아의 위치

슬로보지아(루마니아어: Slobozia)는 루마니아 이알로미차 주의 주도로, 인구는 52,710명(2002년 기준)이다.

## 지리
이알로미차 강과 접하고 있고 부쿠레슈티(루마니아의 수도)에서 동쪽으로 약 120km, 콘스탄차(흑해에 있는 주요 항구 도시)에서 서쪽으로 약 150km 정도 떨어진 곳에 위치한다. 시에서 17km 정도 떨어진 지점에는 부쿠레슈티-콘스탄차 A2 고속도로(Autostrada Soarelui)가 지나간다.

## 경제
이 지역의 주요 산업은 농업과 농산물 가공업, 경공업이다.

## 자매 도시
- 북마케도니아 벨레스
- 불가리아 실리스트라
- 중화인민공화국 난양 시